# Ti avrò (album Adriano Celentano)
Ti avrò è il 17° album di Adriano Celentano pubblicato nel 1978.

## Tracce
1. Ti avrò  (Minellono/Jackson/Besquet)  - 6.47
2. Se vuoi andare vai  (Minellono/Jackson/Besquet)  - 6.10
3. Vetrina  (Celentano)  - 4.14
4. Che donna  (Malgioglio/Jackson/Besquet)  - 6.02
5. Lascerò  (Malgioglio/Jackson)  - 5.42
6. La moglie, l'amante, l'amica  (Malgioglio/Jackson/Besquet)  - 7.03